# 洛桑 (政治人物)
洛桑（藏語：བློ་བཟང，威利转写：blo bzang，1942年8月—2021年10月13日），男，藏族，青海乐都人，中华人民共和国政治人物，曾任中共青海省委常委、农工委书记，青海省人大常委会副主任、党组副书记。

## 生平
1942年生于青海省乐都县（1969年改为海东市乐都区）。1964年8月参加工作，1971年2月加入中国共产党。历任兴海县革委会办公室秘书、主任，共青团海南藏族自治州委副书记，海南藏族自治州人民政府办公室主任，中共兴海县委书记，中共共和县委书记，中共黄南藏族自治州委副书记、黄南藏族自治州人民政府州长。1986年任中共黄南藏族自治州委书记。1990年至1995年，任青海省劳动人事厅厅长。1993年2月起任青海省人民政府省长田成平助理。1995年后，历任中共青海省委农村牧区工作领导小组组长，中共青海省委统战部部长。2001年1月，补选为青海省人大常委会副主任。2008年8月退休。2021年10月13日4时15分在西宁逝世。